# کلاک‌وایزر
کلاک‌وایزر (انگلیسی: Clockwiser) یک بازی ویدئویی پازل برای سکو‌های آمیگا، آمیگا سی‌دی۳۲، داس، جاوا، اندروید و آی‌اواس می‌باشد که توسط تیم هوی گیمز توسعه و راسپوتین سافت‌ویر نشر پیدا کرده است.